# Affairs of the Art
 Affairs of the Art ist ein britischer Zeichentrick-Kurzfilm von Joanna Quinn aus dem Jahr 2021. Der Film wurde bei der Oscarverleihung 2022 für den Oscar als bester animierter Kurzfilm nominiert.

## Handlung
Beryl ist eine künstlerisch veranlagte Frau, die seit Jahren auf ihren großen Durchbruch wartet. Sie ist aufgewachsen in einer exzentrischen Familie. Ihre ältere Schwester Beverly begann zunächst damit Insekten zu erforschen und zu töten. Anschließend hielt sie sich eine Maus, die sie eines Tages mit einer Eisenbahn in die Luft jagte, um anschließend eine sentimentale Beerdigung abzuhalten.
Als Erwachsene soll Beryls Karriere endlich beginnen. Doch stattdessen bekommt sie einen Sohn namens Colin, der ebenfalls sehr verhaltensoriginell ist. Als dieser eine kranke Taube nach Hause bringt und gesund pflegen will, wird diese von einer Katze gefressen. Colin baut sich selbst eine Armbrust und erschießt die Katze mit einer Feder der Taube an seinem Pfeil. Obwohl er mittlerweile alt genug ist, wohnt er immer noch zu Hause.
Beverly entwickelte als Jugendliche ein Faible für das Ausstopfen. Immer noch fasziniert vom Tod wird sie sogar Mitglied der kommunistischen Partei, um Wladimir Iljitsch Lenin zu sehen, von dem sie Tagträume hat. Als die Exkursion der Kommunisten jedoch in Berlin endet, tritt sie wutentbrannt aus. Schließlich heiratet sie das erste Mal, zieht nach Amerika und lässt sich wieder scheiden. Das tut sie noch ein paar Mal und hat so genug Geld um als Tierpräparator für Prominente zu arbeiten. Später macht sie in Kryotechnik. Außerdem lässt sie einiges an sich machen. 
Als Beryls Karriere wieder mal nicht läuft, ruft sie bei Beverly an und sie bekommt von ihr mehrere nicht ganz so gute Tipps, doch einen beherzigt sie: immer in Bewegung bleiben. Und so lässt sie ihren Mann nackt die Treppe rauf und runter laufen und versucht diese Szene zu malen. Am Ende eröffnet sie eine Ausstellung und spricht mit einem Interviewer.

## Hintergrund
Der Film ist eine Koproduktion vom National Film Board of Canada und Beryl Productions International. Der Film ist ein klassischer, handgezeichneter Zeichentrickfilm und gehört zu einer Serie über die Working-Class-Heldin Beryl, die schon bei Girls Night Out, Body Beautiful (1990) und Dreams & Desires – Family Ties (2006) die Hauptrolle spielte. Insgesamt zeichnete Quinn 15.000 Bilder für den Film. Diese wurden eingescannt und mit TVPaint und Adobe After Effects bearbeitet.
Der Film wurde bei der Oscarverleihung 2022 für den Oscar als bester animierter Kurzfilm nominiert. Für Joanna Quinn und Drehbuchautor Les Mills war es bereits die dritte Oscarnominierung. Affairs of the Art gelangte auch in die Vorauswahl zum Europäischen Filmpreis 2022.